# Зелений Яр (Керченський район)
Зеле́ний Яр (до 1948 — Ташли-Яр, крим. Taşlı Yar) — село Керченського району Автономної Республіки Крим.